# Guy Sebastian
Guy Theodore Sebastian (Klang, Malasia, 26 de octubre de 1981) es un cantante de soul, pop y góspel; compositor, productor musical y jurado de The X Factor australiano de origen malayo, recordado por participar y ganar la primera temporada de Australian Idol en el 2003.
En total ha lanzado siete álbumes de estudio, un álbum recopilatorio, un DVD/CD y un Extended Play.
En 2015, fue elegido por la televisión pública australiana Special Broadcasting Service (SBS) para representar a Australia en el Festival de la Canción de Eurovisión 2015, convirtiéndose en el primer artista en competir por el país oceánico en el festival.

## Biografía

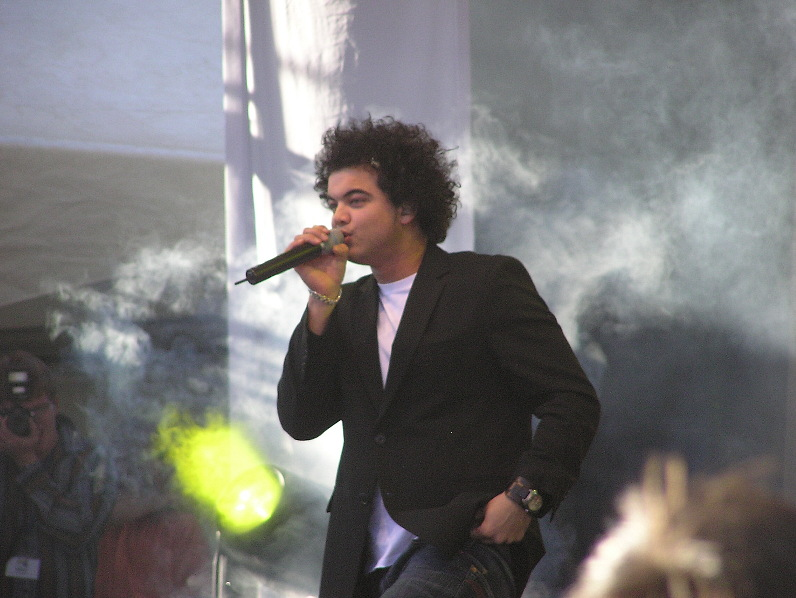
Sebastian cantando en el Australian Gospel Music Festival, en abril de 2004

Guy Sebastian nació en Klang, Selangor, Malasia, el 26 de octubre de 1981. Su padre, Ivan, nació también en Malasia con ascendencia de Sri Lanka, mientras que su madre Nellie es de ascendencia inglesa y portuguesa y fue criada en la India. Se conocieron mientras Ivan estudiaba geología en la India y un año después se casaron. La familia emigró a Australia en 1988 y vivieron en Melbourne, Victoria por varios años antes de finalmente mudarse a Adelaida, Australia Meridional, debido a los trabajos de Ivan como geólogo. De niño, Sebastian tomó clases de violín, y aunque no tenía ningún entrenamiento formal en otros instrumentos musicales también toca la guitarra, batería y piano. Guy Sebastian, exmiembro de la banda Planetshakers de 2002 a 2005 fue un líder de adoración que grabó álbumes para la Iglesia Planetshakers Church en las conferencias de Paradise Community Church, ganó el primer Australian Idol y se convirtió en una estrella masiva en el país. Asistió a la Iglesia Paradise Community Church, una iglesia de las Asambleas de Dios y una de las iglesias más grandes de Australia, y se convirtió en uno de sus principales cantantes de adoración, después de ganar  Australian Idol  grabó dos álbumes, Adore en 2004 y Set Me Free en 2005. Después de salir de la escuela, Sebastian comenzó sus estudios de Radiación Médica, pero los abandonó para seguir una carrera en la música. Él enseñó canto en el Temple Christian College y otras escuelas secundarias, mientras que también trabaja como ingeniero de grabación y estudió Tecnología Musical en la Other School of Music.

## Australian Idol/Australian World Idol
En mayo de 2003 Sebastián audicionó con éxito para Australian Idol con la canción de Stevie Wonder "Ribbon in the Sky". Sebastian superó las distintas etapas del concurso consiguiendo una base de fanes sólida y elogios de los jueces, que a menudo hicieron referencia a su peinado afro que se convirtió en un punto focal de su imagen. Sebastian fue declarado ganador el 19 de noviembre de 2003, y ganó un contrato discográfico con BMG Australia, que posteriormente se fusionó con Sony Music. Poco después de ganar Australian Idol, Sebastián viajó al Reino Unido para competir en World Idol. Cantó "What a Wonderful World", y su actuación fue bien recibida por los jueces con varios sugiriendo que podía ganar el concurso. Sin embargo, después de la votación de los espectadores se clasificó en el puesto séptimo de los 11 competidores. Hubo preguntas sobre su selección de canciones para el concurso, ya que su nuevo arreglo de "What a Wonderful World" era una versión inusual de un clásico. Él había querido cantar When Doves Cry, pero no pudo obtener autorización para realizar la canción.

## Carrera artística

### Comienzos:Just as I Am
Dentro de un día de convertirse en el ídolo australiano en primer lugar, Sebastián comenzó a grabar su álbum debut, que tuvo que ser completado en seis días para asegurarse de que estaba fuera de la Navidad. A pesar de esta limitación en el tiempo, el álbum incluye tres canciones coescritas por Sebastián. Su ganador de la canción de "Angels Brought Me Here" debutó en el número uno y fue el más vendido solo en Australia en 2003, alcanzando los 4 × acreditación de platino. En enero de 2010, cuando ARIA había publicado las listas de los más vendidos de la década anterior, "Angels Brought Me Here" fue nombrada la canción más vendida de la década, por delante de la cubierta de Anthony Callea de "The Prayer". Álbum de debut de Sebastián Just As I Am fue lanzado en diciembre de 2003 y debutó en el número uno. Su primera semana de ventas de 163.711 unidades son la segunda más alta una semana de ventas en la historia de las listas ARIA. Just As I Am alcanzó unas ventas de 480.000, unos pocos miles de cortos de platino × 7, y es el álbum más vendido de la historia lanzado por un concursante de Australian Idol.
"Angels Brought Me Here" también alcanzó el número uno en Malasia (país de Sebastian), Singapur, Filipinas, Indonesia  y Nueva Zelanda. Just As I Am alcanzó el número tres y alcanzó el doble platino en Nueva Zelanda, con "Angels Brought Me Here" logrando la acreditación de platino allí. A principios de 2004 Sebastián y los finalistas de Australian Idol hiieron giras por Australia y Sebastián apareció en el Asia Premios MTV, fue un juez invitado en New Zealand Idol y actuó en Indonesian Idol. Su segundo sencillo "All I Need Is You" fue lanzado en marzo y debutó en el número uno y fue platino de acreditados, y también alcanzó el número cinco en Nueva Zelanda. Después de un viaje promocional a Malasia en abril viajó a Europa y a los Estados Unidos para escribir su segundo álbum, y en el extranjero, mientras que él fue invitado a tocar en American Idol.

### 2004-2005:Beautiful Life
El segundo álbum de Sebastian "Beautiful Life" tuvo mucho R&B a lo incluye y "Forever with you", un dueto con el cantante de R&B  Mya. También contenía canciones que él coescribió junto a Robin Thicke y Brian McKnight.
El primer sencillo, "Out with my baby", fue lanzado en octubre, y el cuarto número uno consecutivo de Sebastian  y obtenido la acreditación de platino. Sebastián realizó en el 2004 ARIA Music Awards, donde recibió el premio al único más vendido de "Angels Brought Me Here", y el Canal de V Oz Artista del Año. También fue nominado para Album más vendido de Just as I Am. Beautiful Life fue lanzado en octubre, debutando en el número dos. Alcanzó acreditación de platino, y llegó a vender más de 100.000 unidades. Sebastián se embarcó en una gira nacional en noviembre, con una segunda etapa, de marzo a junio de 2005 más sencillos fueron lanzados del álbum, "Kryptonite", que alcanzó el puesto número quince, y "Oh Oh", en el número once. En 2005 Sebastián recibido premios por video Favorito, Artista Favorito, y el favorito australiano en los Kid Choice Award de Nickelodeon, y un premio de MTV Video Music Award para "Out with my baby". También recibió una nominación para el álbum más vendido de Beautiful Life en el ARIA Music Awards. Pasó algún tiempo en el extranjero por escrito para su tercer álbum en 2005, y en diciembre fue nombrado como finalista para el estado de Young Australian of the Year Award.

### 2006-2007:Closer to the Sun
El tercer álbum de Sebastián "Closer to the Sun" era una mezcla de géneros, incluyendo pop, R&B, soul, pop-rock y el jazz. Fue sobre todo coescrito con músicos de Australia, como Sebastián eliminado la mayoría de las canciones que había escrito en sus viajes al extranjero en 2005. El primer sencillo, la balada "Taller, Stronger Better", fue lanzado en agosto de 2006, y debutó en el número tres, y logrado la acreditación de oro. „Closer to the sun” alcanzó el número cuatro y el platino acreditación El video de su segundo "Elevator Love" solo aparece la ex Miss Universo Jennifer Hawkins como su interés amoroso. Este número-once single alcanzó el oro y la acreditación. Sebastián recibió un premio por el trabajo desempeñado la mayor parte urbana de "Oh Oh" en el 2006 Premios de la Música APRA. "Oh Oh" también fue galardonado Mejor Video y Mejor Artista llamado en los Premios de Música Urbana, y para el segundo año consecutivo recibió el premio fav Aussie en los premios Nickelodeon Kids Choice. A principios de 2007 se anunció que sería la grabación de un álbum de clásicos del soul de Memphis, Tennessee, con músicos que tocaron en Stax y escribió algunas de las canciones originales. El tercer sencillo del Closer to the sun, "Cover On My Heart", fue lanzado en agosto, alcanzando el número treinta y dos en la tabla de Aria. "Closer to the Sun" fue galardonado como el mejor álbum en el 2007 los Premios de Música Urbana, y el álbum más popular en los Teen Choice Awards Dolly.

### 2015: Festival de Eurovisión
Debido al enorme interés en Australia por el Festival de la Canción de Eurovisión y de haber preguntado por la posibilidad de participar,en 2015 se le permitió a la televisión pública australiana Special Broadcasting Service (SBS) su participación de pleno derecho en el festival. Para ello eligió internamente a Sebastian para representar a Australia en el Festival de la Canción de Eurovisión 2015 en el debut del país como participante. Con la canción "Tonight again" participó directamente en la final obteniendo el quinto puesto.

## Discografía
| Álbumes de estudio - 2003: Just as I Am - 2004: Beautiful Life - 2006: Closer to the Sun - 2007: The Memphis Album - 2009: Like It Like That - 2012: Armageddon - 2014: Madness Álbumes recopilatorios - 2010: Twenty Ten | DVD/CD - 2008: The Memphis Tour EP - 2007: EP «Your Song» - 2009: Guy Sebastian EP |

## Obra

### Estilo musical e influencias
Sebastián cita una serie de músicos como sus influencias musicales, incluyendo a Sam Cooke, Otis Redding, Donny Hathaway, Stevie Wonder, Chicago, y Boyz II Men. A partir de 2003 el poder balada "Angels Brought Me Here" a través de su quinto álbum Al igual que como la que se refirió a los 60 soul / pop que recuerda de la tarde Sam Cooke, su música ha cruzado muchos géneros. Sus tracks han incluido también el pop, R & B, funk, soul Smokey, góspel, jazz, pop-rock, Memphis alma cubre y electro R & B, y ha declarado un interés en la grabación de góspel, danza y álbumes de Bollywood.
Aunque la primera Sebastián tres álbumes mostraron elementos de soul, que fue el álbum de Memphis, que consolidó su reputación como músico de alma. Revisores casi unánimemente de acuerdo que había capturado el espíritu y la esencia de los clásicos soul de Memphis. Fue la recepción de la crítica y el público para el álbum de Memphis que dio Sebastián de la confianza para quedarse con el género alma de su quinto álbum gusta que sea así. En una entrevista con la edad que dijo que le dijeron al principio de su carrera: "Si la auto-darse el gusto y simplemente hacer lo que usted está, usted va a la esquina de su mercado. Soul no es muy grande aquí". pero "la más cómoda que he sentido en el estudio fue en el álbum de Memphis. Y el éxito de que me impulsó a hacer un disco como este. Porque me di cuenta de que esto no es música oscura." Kathy McCabe, un crítico del Daily Telegraph, dijo: "A veces se necesitan cuatro registros, con un desvío en" conceptos "cubre el territorio para encontrar dónde encaja Sebastián ha encontrado su nicho gusta que sea así, que los saldos de expertos de la línea entre. de radio amigable alma pop y clásico". Pablo de cachemira encubiertos escribió: "Al hacer referencia a los clásicos en el de Memphis Album Joan Sebastian Joan Sebastian descubierto.[...] Si el álbum de Memphis fue el inicio de Guy a convertirse en un hombre de alma entonces gusta que sea así es la graduación.

## Obras de caridad

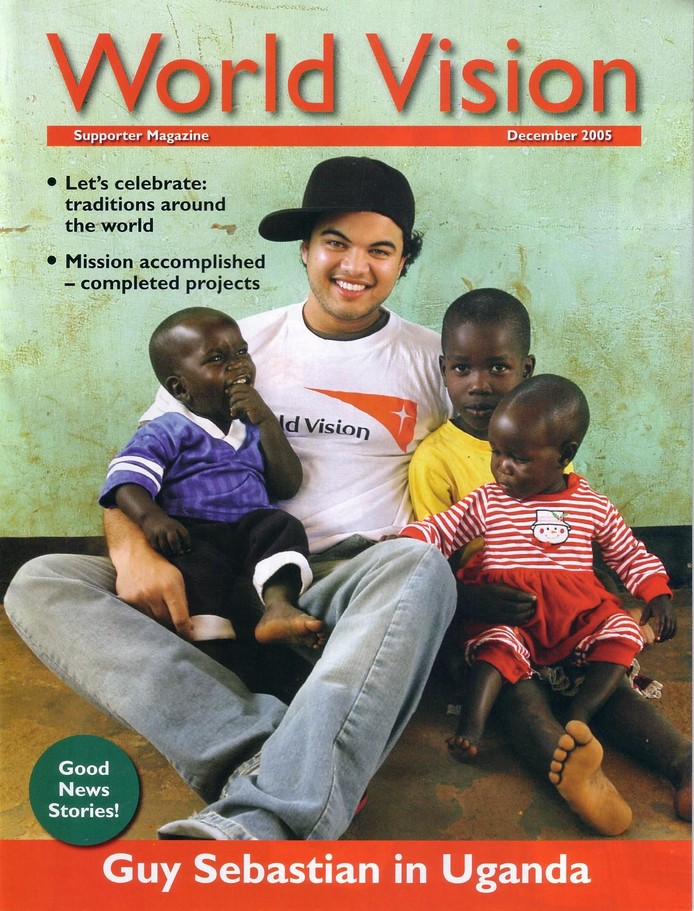
World Vision Australia Magazine. Diciembre de 2005.

A lo largo de su carrera Sebastian ha tenido un fuerte compromiso con la caridad. Ha sido un embajador de la Fundación Infantil Ronald McDonald, y actualmente es embajador de la Cruz Roja Australiana y Golden duela, que es la música australiana y financiar la industria del entretenimiento de la caridad elevar organización. También es un embajador de World Vision Australia, y en 2005 viajó a Uganda para filmar un documental de World Vision "en un ídolo en África" para una red de diez especiales de televisión. Sebastián ha continuado su trabajo con World Vision, que apoyan el programa de rescate del niño y el hambre de 40 horas. También ha estado involucrado en la coalición Make Poverty History de que Visión Mundial es una parte. En 2008 fue galardonado con el Premio Inspiración extrema en el Teen Choice Awards Dolly por su continuo apoyo de Visión Mundial. Sebastián también está fuertemente comprometido con la Fundación de Sony, que recauda fondos para ayudar a los jóvenes sin hogar frente a los australianos, una enfermedad grave, discapacidad y aislamiento. En 2009, el consejero delegado de Sony Denis Handlin, dijo: "Cada vez que le he pedido a Guy a involucrarse con la Fundación de Sony a través de la caridad que ha sido completamente proactivo Guy sido un gran embajador para eso, y mucho de ello se encuentra bajo el radar, pero. sólo te dice mucho acerca de lo que un ser humano decente que es. "
Sebastián contribuye a muchos proyectos de caridad. En 2005 fue artista invitado en la India Outback viaje anual de Navidad del Pacífico, que recauda dinero para el servicio de la Royal Flying Doctor. En 2008 realizó una serie de 11 conciertos con la Banda del Ejército de Australia para recaudar fondos para Legacy. El legado es una organización voluntaria que ayuda a las familias de los veteranos fallecidos. Los conciertos se celebraron en salas de teatro en Australia y los fondos recaudados se destinaron a la rama legado local de la zona se llevó a cabo en cada concierto. Sebastián se realiza regularmente en eventos de recaudación de fondos incluyendo otros apelación Brisbane estación de radio B105 de Navidad para el Hospital de Niños Royal, y Teletón anual de Perth. También dona su tiempo a los eventos anuales de Navidad villancicos, como villancicos en el dominio, la visión de Australia Villancicos a la luz de las velas, y Villancicos de Brisbane, en la ciudad.

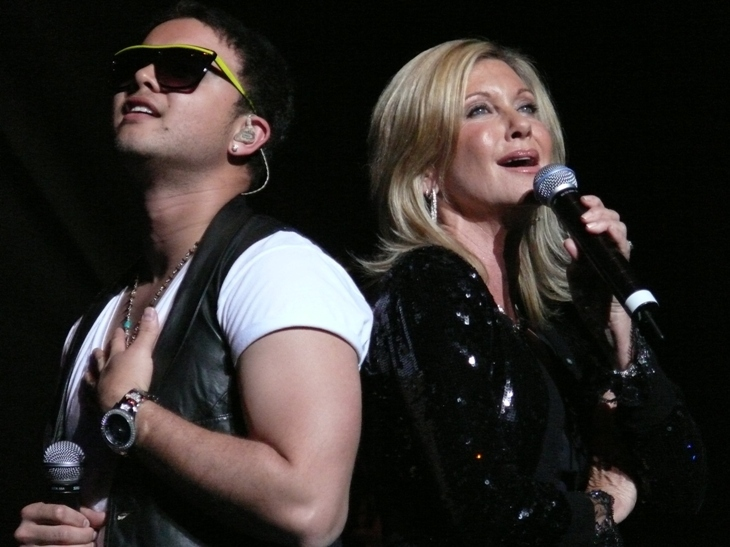
Foto de Guy Sebastian y Olivia Newton-John cantando en el Sidney Theatre en el tour "Olivia and Friends", en 2008.

Sus canciones son con frecuencia aparece en los CD de caridad incluyendo el CD de Navidad para recaudar fondos del Ejército de Salvación, El Espíritu de los álbumes de Navidad. Sebastián también hace apariciones oficiales en los hospitales varias veces al año Sebastian also makes unofficial appearances at hospitals several times a year.

## Premios, reconocimientos y nominaciones
Sebastián ha sido nominado para numerosos premios durante su carrera, ganando muchos de ellos. Estos premios y nominaciones incluyen los premios ARIA, ARIA # 1 Tabla de Premios, Premios de Australia Club Entertainment, Nickelodeon Kids Choice Awards, Premios Urban Music, un artista del Canal V de la concesión del año, un premio Mo, y una nominación al premio Helpmann.

## Vida personal
A finales de 2007 tras ocho años de noviazgo y la novia de Sebastián Jules Egan se comprometieron. Se casaron en Manly, Sídney el 17 de mayo de 2008. Ellos están esperando su primer hijo en marzo de 2012.

## Tours
| - 2004/05: Beautiful Life Tour - 2007: Closer to the Sun Tour - 2007: Acoustic Tour - 2008: The Memphis Tour - 2009: Live & By Request Tour - 2010: Like It Like That Tour - 2010: Bring Yourself Tour - 2010: Like It Like That Tour (EUA – Portland, Seattle y California) | Tours en conjunto - 2004: Australian Idol in Concert - 2007: Guy & the Australian Philharmonic Orchestra - 2008: Army in Concert with Guy Sebastian Tours de apoyo - 2011: Boyzone Tour (United Kingdom) - 2011: Lionel Ritchie Tour (Australia and New Zealand) |